# Seder hishtalshelus

Albero della Vita con le 10 Sephirot e i 22 caratteri ebraici come vengono presentati nello Sefer Yetzirah (Libro della Formazione)

Seder Hishtalshelus/Hishtalshelut in ebraico  סדר השתלשלות‎?, significa "Ordine di Sviluppo/Evoluzione" e nell'ambito della Cabala ebraica e della Filosofia chassidica indica la discesa concatenata dei Mondi Spirituali (Olam/Olamot) da Dio alla Creazione. Ogni Olam-Mondo spirituale denota un reame completo di esistenza, che deriva dalla sua generale  prossimità alla Rivelazione Divina o distanza da Essa. Ogni reame è anche una forma di consapevolezza riflessa in questo mondo attraverso la psicologia dell'anima.